# Amanda Sater
Amanda Jacqueline Sater, née le 21 juin 1963 est une responsable marketing et magistrate britannique. Elle siège à plusieurs conseils de bienfaisance.

## Biographie
La carrière professionnelle de Sater s'est déroulée dans le marketing et elle est directrice de l'Institut de promotion des ventes .
Sater est nommée pour une pairie à vie par Theresa May en mai 2018  et le 20 juin, elle est créée baronne Sater, de Kensington dans le quartier royal de Kensington et Chelsea.
Elle siège aux conseils d'administration de plusieurs organisations, notamment Addaction, la British Lung Foundation, le Youth Justice Board et la Metropolitan Police Authority . Elle préside l'organisation caritative StreetGames et la Queen's Club Foundation. Dans sa jeunesse, Sater est une joueuse de tennis nationale et participe à des tournois de tennis junior .
Sater est magistrate et siège pendant 16 ans à l'Inner London Youth Bench .